# Национална служба по статистика (Алжир)
Националната служба по статистика (на арабски: الديوان الوطني للإحصائيات; на френски: Office National des Statistiques, ONS) е държавната статистическа служба на Алжир.
Подчинена е на Министерството на финансите. Тя е създадена през 1964 г., 2 години след обявяването на независимостта на стръната. Отговаря за събирането, обработката и разпространението на социално-икономическата статистика в страната.